# Новаков, Василий Иванович
Новаков Василий Иванович (болг. Васил Иванов Новаков, 13 июля 1896, Бургас — сентябрь 1937, Одесса) — деятель БРСДП (т.с), БКП, один из организаторов и участников Сентябрьского восстания.

## Биография
Васил Новаков родился в семье ремесленников. Поступил в 1910 году в Бургаскую торговую гимназию, где вскоре вступил в марксистский кружок. В 1911 г. кружок был раскрыт и все его участники исключены. Продолжил своё обучение в Свиштовской торговой гимназии, но уже через год перевёлся обратно в Бургас.
Закончив гимназию, в канун Первой мировой войны, был призван в армию и определён в школу офицеров запаса, после её окончания служил на фронте офицером Болгарской армии.
В 1920 году Васил Новаков поступил на работу в кооперацию «Освобождение» счетоводом. Был отмечен как один из активных коммунистов города. Участвовал в организации транспортной стачки.
Вскоре назначен секретарём Городского комитета партии в Бургасе, но уже в 1921 г. был отстранён от должности, как последователь «левых коммунистов». После чего — согласно официальной версии БКП — усилиями Т. Бакырджиева и М. Колинкоевой, Новаков избавился от своих ультралевых убеждений.
Новаков активно участвовал в подготовке Сентябрьского коммунистического восстания, был ответственен за вооружение восставших в Бургасе.
Участвовал в организации Странджанских политических чтений, на них поддержал, совпавшие с началом чтений по времени, партизанские действия. В августе 1924 году был арестован как деятель БКП, но на суде был оправдан.
Вновь арестован апреле 1925 и вместе с другими коммунистами был отправлен в заключение на остров Святой Анастасии. Уже находясь в заключении, вместе с Теохаром Бакырджиевым и другими заключёнными организовал и принял участие в бунте и побеге с острова: сперва в кемалистскую Турцию, а затем в СССР.
В Советском Союзе был принят в ряды Советской армии, по решению заграничного бюро партии отправлен на курсы комсостава «Выстрел». В звании капитана нёс службу в части 153 стрелкового полка 51 стрелковой дивизии (Киевский военный округ), заместителем по строевой подготовке.
Репрессирован, как «участник военно-фашистского заговора», приговорён 25 сентября 1937 г. к высшей мере наказания.
Реабилитирован, 14 января 1956 г. приговор Военной Коллегии от 26 сентября 1937 г. был отменён за отсутствием состава преступления.

## Память
Посмертно награждён в 1965 г. орденом «Народная свобода 1941—1944» (Болгария)
В Бургасе именем Васила Новакова была названа улица, а на доме в котором он проживал, установлена памятная табличка с краткой информацией о нём.

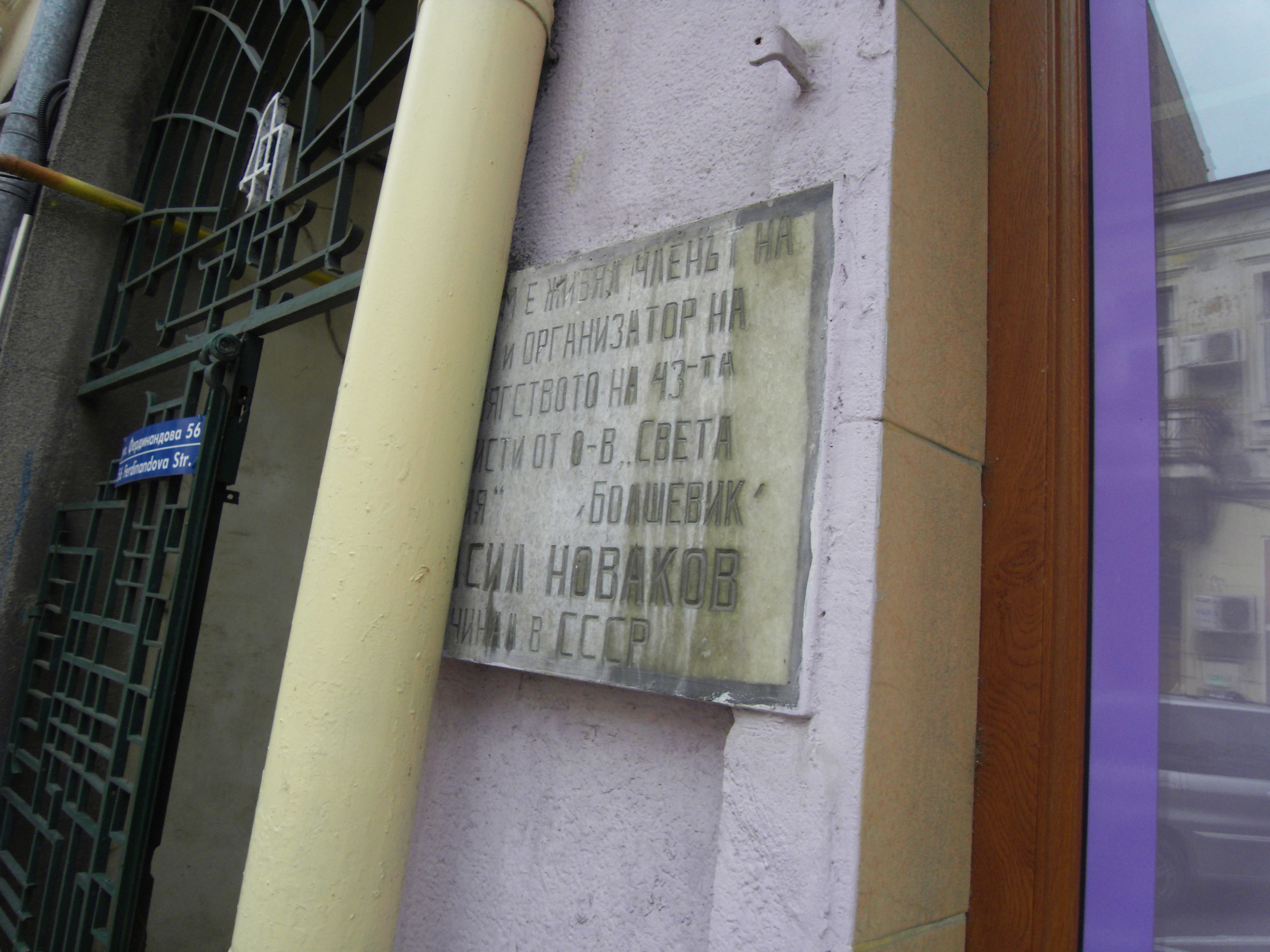
Памятная табличка на доме Новакова
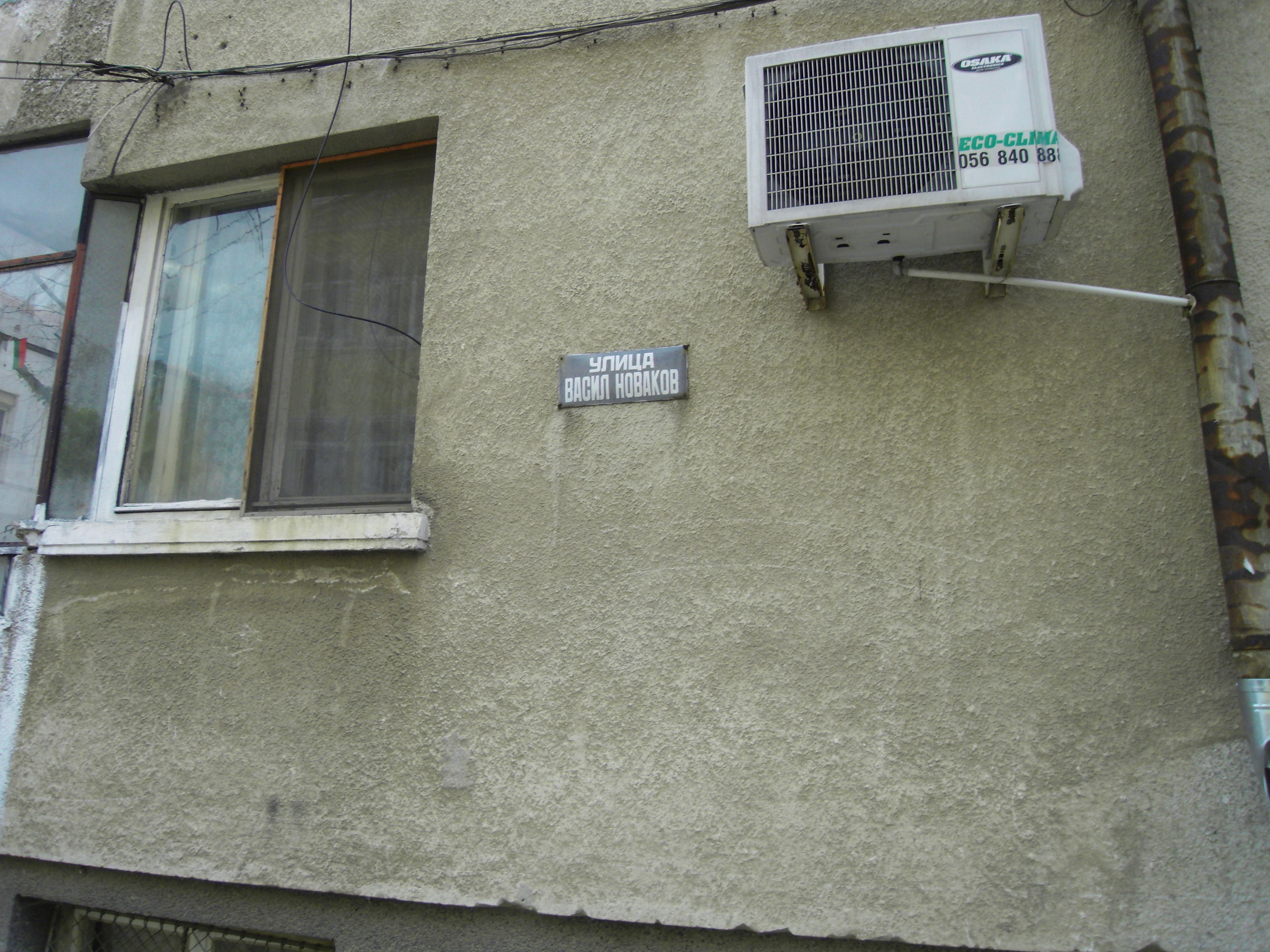
Табличка с именем Новакова
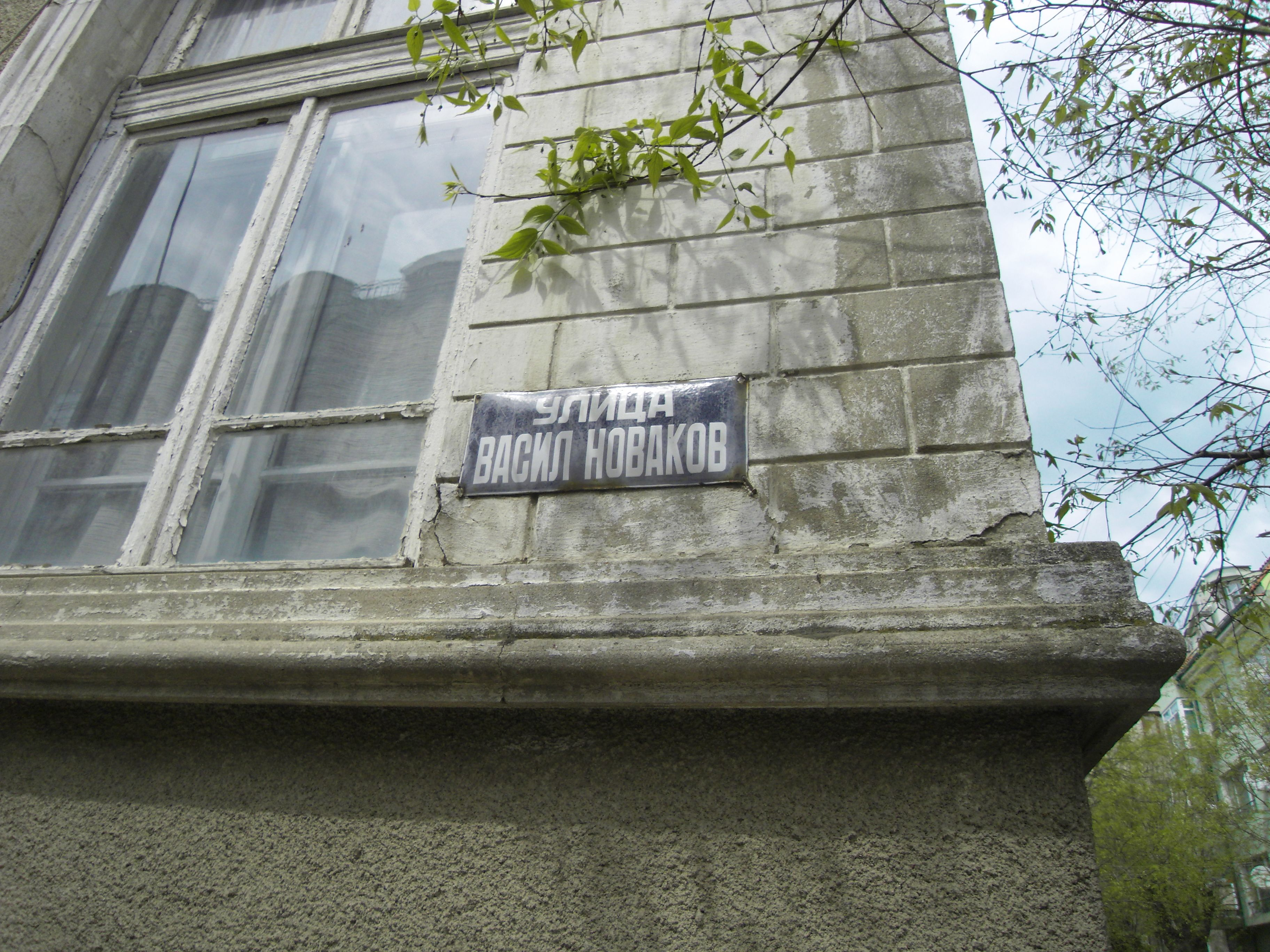
Табличка с именем Новакова
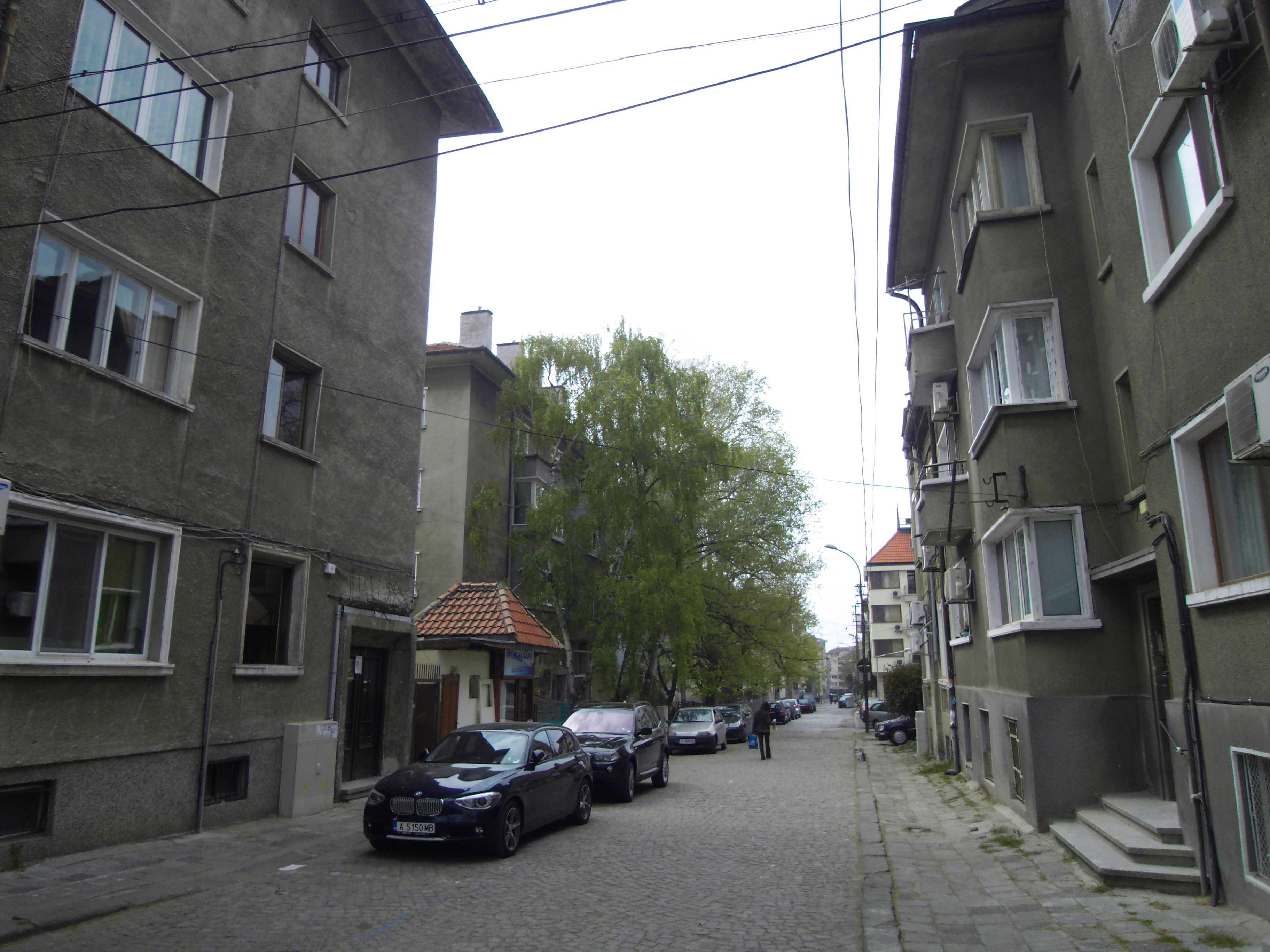
Улица Васил Новаков
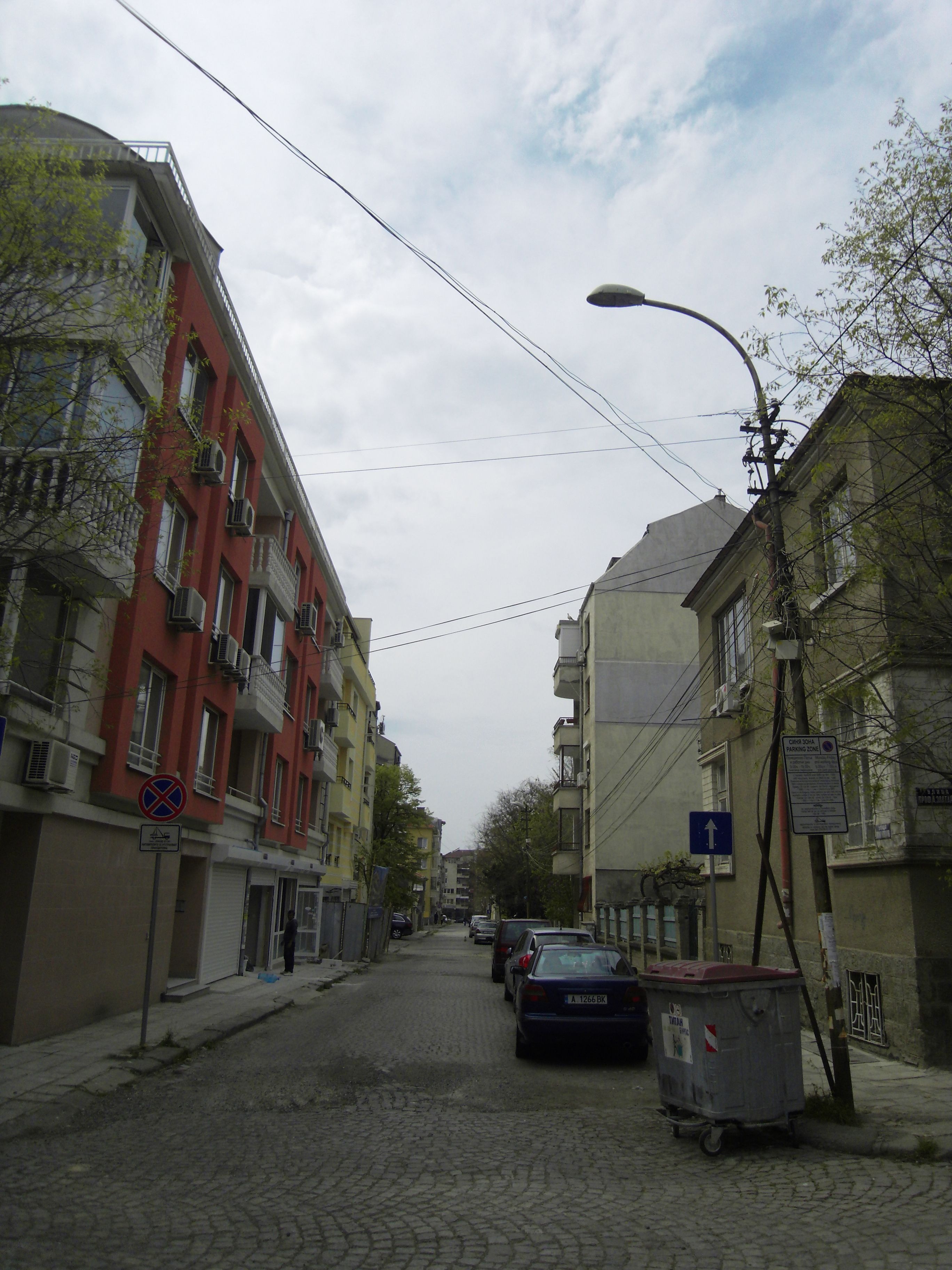
Улица Васил Новаков
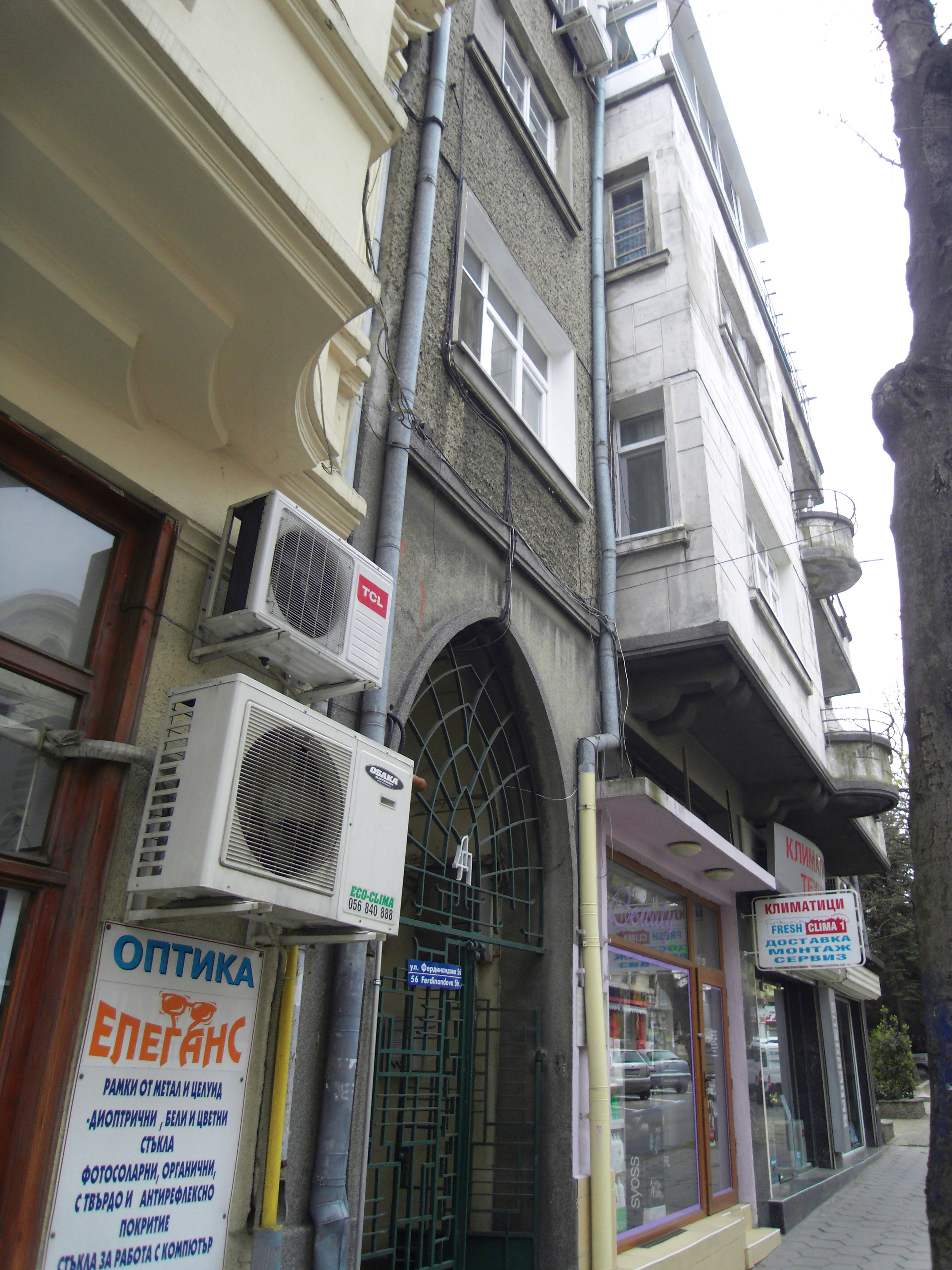
Дом Новакова